# Peter Rickard
Peter Rickard  (* 20. September 1922 in Camborne, Cornwall; † 2. April 2009) war ein britischer Romanist und Sprachwissenschaftler.

## Leben und Werk
Rickard studierte von 1941 bis 1949 am Exeter College, Oxford (mit Kriegsdienstunterbrechung von 1942 bis 1946). Von 1949 bis 1952 war er College Lecturer am Trinity College (Oxford). 1952 promovierte er mit der Arbeit Britain in Medieval French Literature 1100–1500 (Cambridge 1956).  1952 ging er nach Cambridge und war dort nacheinander Assistant Lecturer (1952–1957), Lecturer (1957–1974), Reader (1974–1980) und schließlich Drapers Professor of French (1980–1982). Er war ab 1953 Fellow, ab 1983 Life Fellow am Emmanuel College. 1982 wurde ihm der ehrenvolle Titel Doctor of Letters (D.Litt) verliehen.

## Weitere Werke
- La Langue française au seizième siècle. Étude suivie de textes, Cambridge 1968.
- (Hrsg. und Übersetzer) Selected Poems of Fernando Pessoa, Edinburgh 1971.
- A history of the French language, London 1974, 1989 (deutsch: Tübingen 1977; japanisch: 1995).
- Chrestomathie de la langue française au XVe siècle, Cambridge 1976.
- The Embarrassments of Irregularity. The French Language in the 18th Century, Cambridge 1981 (Antrittsvorlesung).
- The French Language in the 17th Century. Contemporary Opinion in France, Woodbridge 1992.
- (Mitarbeiter) Benjamin Constant, Correspondance générale, hrsg. von Cecil P. Courtney, 5 Bde., Tübingen 1993–2007.
- The Transferred Epithet in Modern English Prose, Cambridge 1996.